# 義學 (地名)
義學，是台灣新北市泰山區中部的一個地名，範圍包括新明里東北部貴子坑大排以西部分、泰友里及義仁里貴子坑大排以西部分、明志里東北半部、義學里、同榮里東半葉南部地區。

## 歷史
台灣清治末期至日治前期，義學地區為一街庄，稱為「義學庄」，隸屬於八里坌堡。該庄北與山腳庄為鄰，東與頂田心仔庄為鄰，南邊及西南邊為崎仔腳庄，西北邊為大窠坑庄。
1920年（日治大正九年），該庄改制為「義學」大字，隸屬於臺北州新莊郡新莊街，大字之下設有「義學頂」、「義學下」、「義學口」、「蘇厝窠」、「麻竹坑」小字名。戰後新莊街改制為新莊鎮，隸屬於臺北縣，大字亦改制為里。1950年3月泰山、新莊分治，義學地區改隸屬於新成立的泰山鄉，分別劃入同榮村、義學村、明志村。1991年6月，義學村明志路以東地區拆分出義仁村，明志村明志路以東地區拆分出泰友村、新明村。2010年12月臺北縣改制為新北市，泰山鄉改制為泰山區，村再度改制為里。

## 交通
縣道107號經過本地區東部，往北可前往五股，往南可前往樹林。

## 學校
- 義學國中
- 義學國小
- 明志國小
- 同榮國小

## 公園
- 義學坑自然公園
- 辭修公園（小部分）

## 古蹟
- 泰山明志書院